# Graptemys barbouri
Graptemys barbouri е вид влечуго от семейство Блатни костенурки (Emydidae). Видът е световно застрашен, със статут Уязвим.

## Разпространение
Разпространен е в САЩ (Алабама, Джорджия и Флорида).